# Krasyliwśke
Krasyliwśke (ukr. Красилівське) – wieś na Ukrainie, w obwodzie żytomierskim, w rejonie nowogrodzkim. W 2001 roku liczyła 141 mieszkańców.